# Бій біля Куантана
Бій біля Куантана — бій між британським «З'єднанням Z» та авіацією японського флоту, який відбувся 10 грудня 1941 року у Південнокитайському морі поблизу узбережжя Малайзії. В результаті бою британський флот втратив лінкор «Принц Уельський» та лінійний крейсер «Ріпалс».
Завданням «З'єднання Z», яке складалось з лінкора, лінійного крейсера і трьох есмінців, було перешкодити операціям японського флоту по забезпеченні десанту на східному узбережжі Малайського півострова. Ввечері 9 грудня японський підводний човен помітив з'єднання, яке ще не встигло перехопити жодного японського конвою, і передав інформацію в штаб флоту в Сайгоні. Наступного ранку три авіазагони бомбардувальників і торпедоносців японського флоту злетіли для атаки на з'єднання. Опівдні, на відстані 110 миль на схід від Куантану, вони перехопили британський флот, який вже повертався до Сінгапуру. Через відсутність прикриття з повітря, а також недостатній захист ППО, битва завершилась, мабуть, найбільшою морською поразкою Королівського флоту Великої Британії в Другій світовій війні.
У результаті військова морська присутність Британії в Південно-східній Азії практично перестала існувати і японські війська змогли безперешкодно провести десант в Малаї, який завершився захопленням Сінгапуру в лютому наступного року. Разом із нападом на Перл-Гарбор, ця атака показала вразливість важких кораблів проти нальотів авіації.
В англомовних джерелах частіше описується як Потоплення «Принца Уельського» та «Ріпалса» (англ. Sinking of Prince of Wales and Repulse). В японській військовій історіографії битва отримала позначення Морська битва біля узбережжя Малаї (яп. マレー沖海戦, маре окі кайсен)

## Передумови і плани сторін

### Японія

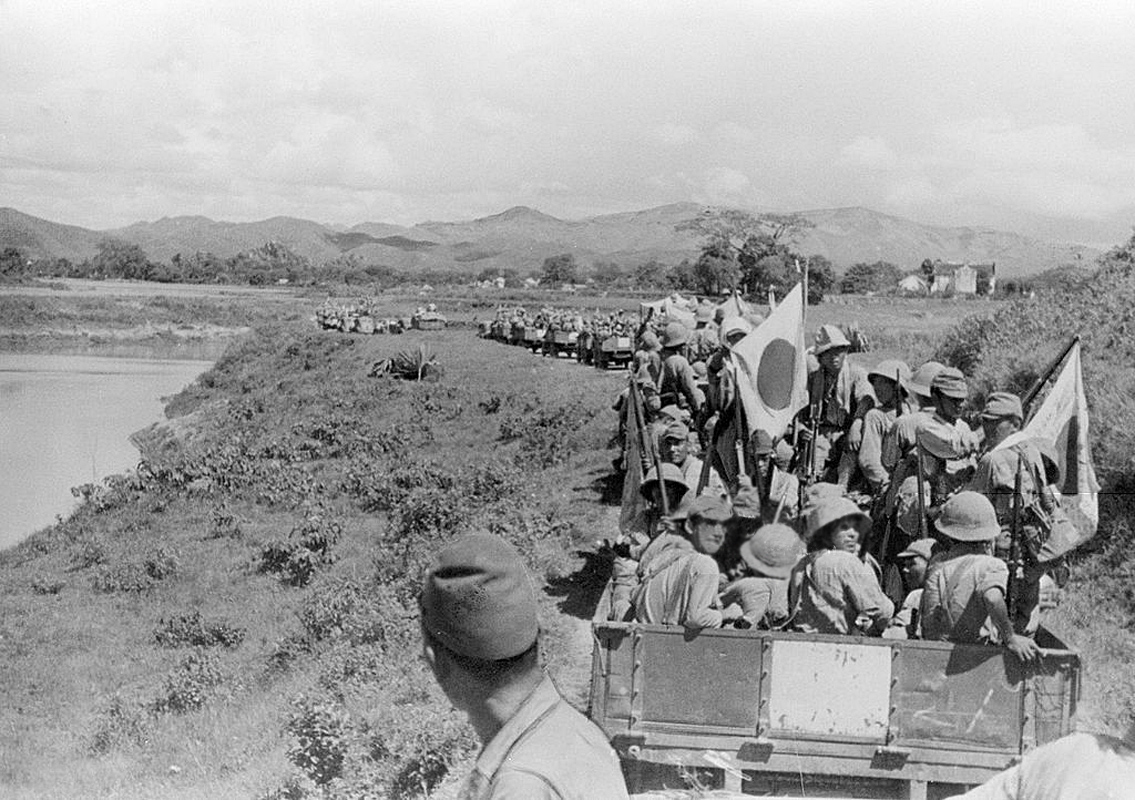
Японські війська на шляху до Лангшона (В'єтнам). Вересень 1940 року.

В 1930-х роках влада в Японії поступово перейшла до військових і зовнішня політика отримала виражений експансіоністський характер, виражений вторгненнями в Маньчжурію в 1931 році і в Китай в 1937. Подальші плани Японії полягали в створенні в Східній Азії нового союзу під керівництвом Японії — Великої східноазійської сфери співпроцвітання. В планах японського командування Японія мала захопити всі європейські колонії в регіоні і таким чином вирішити свої проблеми з нестачею ресурсів.
Після введення Сполученими Штатами ембарго на нафту, сталь і залізну руду потреба в ресурсах стала ще більше нагальною. Дипломатичними методами домогтись зняття ембарго Японії не вдалось, тому в кінці 1941 року уряд Тодзьо Хідекі затвердив план війни з США та Британією. Початок війни мав супроводжуватись п'ятьма одночасними ударами: нападом на американський флот на Гаваях, десантом на Філіппінах, захопленням островів Гуам та Вейк, захопленням Гонконгу, а також десантом в Малаї. Після цього японські війська повинні були почати діяти проти Нідерландської Ост-Індії та почати наступ в Бірмі.
Малайська операція
У вересні 1940 року Японія отримала контроль над Французьким Індокитаєм після проступків режиму Віші. В результаті Японія отримала в своє користування французьку військову інфраструктуру, зокрема морську базу в бухті Кам Рань і аеродроми біля Сайгону і Тхузаумоту, які були передані в користування Імперського флоту Японії. Два аеродроми на узбережжі Сіамської затоки в Кампонгтраті і на острові Фукуок були передані в користування Імперській армії Японії.
В перші дні операції армійська авіація мала сконцентруватись на знищенні авіації та інфраструктури союзників на землі, а флотська авіація мала прикривати десантні судна і перешкоджати будь яким діям британського флоту в Сіамській затоці. Початок десанту мав відповідати початку японських операцій на інших фронтах — 7 грудня. Перша хвиля десанту мала висадитись на підконтрольному Сіаму узбережжі біля північного кордону Британської Малаї. Інший група мала атакувати Кота-Бару вже на британській території. Після висадки японські сили мали вийти на західне узбережжя перешийка перекривши сухопутний шлях до Індії. Виділені армійські підрозділи мали досвід війни Китаї, зокрема в джунглях, тому японське командування очікувало швидку перемогу над менш досвідченими військами Індії та Австралії. Операції на морі почались ще раніше: вже вночі 6-7 грудня японські міноносці виставили близько 1000 морських мін між островом Тіоман і островами Анамбас таким чином заблокувавши найкоротший шлях між Сінгапуром та Сіамською затокою. Також почалось патрулювання підводними човнами.
В 00:45 8 грудня перший японський десантний корабель почав висадку військ в Кота-Бару. Хоча британські патрульні літаки і помітили транспортні судна вечором 7 грудня жодних дій до перехоплення десанту не було зроблено, а через погану комунікацію аеродроми в північній Малаї навіть не були проінформовані аж до перших нальотів японської авіації зранку.

### Велика Британія

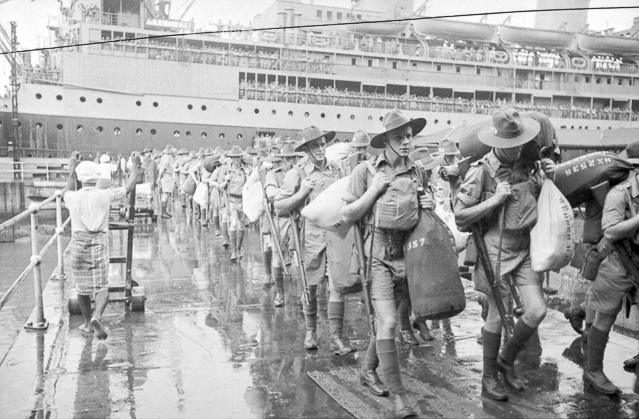
Солдати 8-а дивізія (Австралія) висаджуються в Сінгапурі. 15 серпня 1941 року.

Довгий час основним бастіоном Британської Імперії на Далекому Сході був Гонконг, але коли в Китаї почалась політична криза і загальна нестабільність, парламент Британії почав шукати нове, безпечніше місце. Для цієї ролі найкраще підходив Сінгапур, на якому в ще в 1920-их роках почались будівництва військової інфраструктури. Щоправда після втрат Першої світової війни Британія вже не мала можливостей відправити туди військово-морські сили, які б могли зрівнятись з силами держав регіону. Тому на випадок агресії проти Британських володінь передбачалось, що Сінгапур має протриматись 42 дні, допоки не прибуде допомога з Британії чи союзників.
Не зважаючи на явну експансіоністську політику Японії в кінці 1930-их років, Британія не спішила посилити свою присутність в регіоні, оскільки побоювалась, що такий крок може бути розцінений Японією як акт агресії. Літом 1940 року після переоцінки ситуації в регіоні командуванню стало зрозуміло, що в умовах війни перекидування необхідних сил може зайняти місяці, і весь цей час Сінгапур повинен буде покладатись на наявні сили. Доповідь про це була надіслана в Сінгапур кораблем, який перехопив німецький флот і передав Японії, що посилило впевненість останньої щодо можливої атаки колонії. Перекидання на півострів одної австралійської дивізії і декількох ескадрилей з застарілими літаками ситуацію не рятувало. Тільки в жовтні 1941 року Адміралтейство погодилось на прохання Вінстона Черчилля надіслати до Сінгапуру групу британських кораблів — «З'єднання Z» яке прибуло в Сінгапур 2 грудня.
Протидія японському десанту
На початку грудня 1941 року Британія вже розуміла що атака Японії неминуча: 2 грудня американські літаки помітили 21 десантний корабель в бухті Кам Рань, а також нарощення кількості літаків на аеродромах, а британський есмінець помітив десять японських субмарин біля мису Камау які рухались на південь. 3 грудня адмірал Філліпс полетів до Маніли для зустрічі з генералом Макартуром для створення єдної командної структури американських, британських і голландських військ в регіоні. 6 грудня австралійський розвідник помітив, що японські десантні кораблі почали рухатись, і Філліпс повернувшись наступного дня в Сінгапур розпорядився готувати «з'єднання Z» до виходу в Сіамську затоку для перехоплення конвою.
Проте вже вночі наступного дня перші японські десантники висадились біля Кота-Бару і захопили аеродром, звідки японські літаки могли контролювати прилеглі території, інші аеродроми на півночі півострова було розбомблено японською авіацією. Хоча «з'єднання Z» вже не встигало перешкодити японському десанту, Філліпс планував використати свої великі кораблі для знищення десантних суден на їх шляху до Французького Індокитаю. План дій було представлено в 12:30 8 грудня на борту «Принца Уельського», проте там були присутні тільки капітани коралів, представників від авіації чи армії не було. Договоритись з ВПС про винищувальне прикриття і повітряну розвідку було залишено начальнику штабу контр-адміралу Палісеру, який залишався в Сінгапурі. Кораблі мали покинути порт в 19:00.

## Сили сторін

### Японська імперія
Авіація імперського флоту Японії
Ще в листопаді 1940 року за наказом адмірала Ямамото з Формози до Сайгону було перекинуто 22-у повітряну флотилію під командуванням контрадмірала Садаїті Мацунаги, яка почала підготовку до майбутньої операції по захопленню Малаї. Флотилія складалась з двох авіазагонів (Ґензан і Міхоро), кожен з яких в свою чергу мав три-чотири ескадрильї, загалом по 36 бомбардувальників G3M2. Після отримання даних про прибуття в Сінгапур «з'єднання Z», адмірал Ямамото вирішив перекинути до Сайгону ще авіазагін Каноя, оснащений новими бомбардувальниками G4M1, а також з значним бойовим досвідом. Загалом в розпорядженні Мацунаги опинилось 99 бомбардувальників, які могли оснащуватись або торпедами, або бомбами. 
На початок війни японська авіація мала обмежену кількість протикорабельних бронебійних бомб, більшість з яких було переміщено на авіаносці для операції проти Перл-Гарбору. Тому 22-а флотилія могла використовувати тільки звичайні осколкові бомби «Тип 50 модель 2» (вагою 500 кг) і «Тип 25 модель 2» (250 кг.), які щоправда могли пробити верхню палубу через загальну міцність і краплеподібну форму. Проте основною зброєю проти кораблів були авіаційна торпеда «Тип 91 модель 1/2».
Повітряні сили Імперського флоту Японії на півдні Індокитаю станом на ранок 10 грудня 1941 року:
- 22-а авіаційна флотилія з штабом в Сайгоні. Командувач — контрадмірал Садаїті Мацунага.
  - Авіазагін Ґензан. Командувач лейтенант-командер Наканіші, оснащувався літаками G3M2
    - 1-а ескадрилья (лейтенант Ішіхара): 9 торпедоносців з торпедою «Тип 91 модель 1»
    - 2-а ескадрилья (лейтенант Такаї): 8 торпедоносців з торпедою «Тип 91 модель 1»
    - 3-я ескадрилья (лейтенант Нікайдо): 9 бомбардувальників
    - розвідувальна група з 9 літаків G3M2

  - Авіазагін Каноя. Командувач лейтенант-командер Міяучі, оснащувався літаками G4M1
    - 1-а ескадрилья (лейтенант Набета): 9 торпедоносців з торпедою «Тип 91 модель 2»
    - 2-а ескадрилья (лейтенант Хіґашіморі): 8 торпедоносців з торпедою «Тип 91 модель 2»
    - 3-я ескадрилья (лейтенант Ікі): 9 торпедоносців з торпедою «Тип 91 модель 2»

  - Авіазагін Міхоро. Командувач лейтенант-командер Наканіші, оснащувався літаками G3M2
    - 1-а ескадрилья (лейтенант Шіраі): 8 бомбардувальників з 2 × 250 кг бомбами кожен
    - 2-а ескадрилья (лейтенант Такеда): 8 бомбардувальників з 1 × 500 кг бомбою кожен
    - 3-я ескадрилья (лейтенант Охіра): 9 бомбардувальників з 1 × 500 кг бомбою кожен
    - 4-а ескадрилья (лейтенант Такахаші): 8 торпедоносців з торпедою «Тип 91 модель 1»
- Винищувальна група Ямада[Прим. 2]: 11 винищувачів A5M, 25 винищувачів A6M і 6 розвідників C5M

Морські сили Імперського флоту Японії

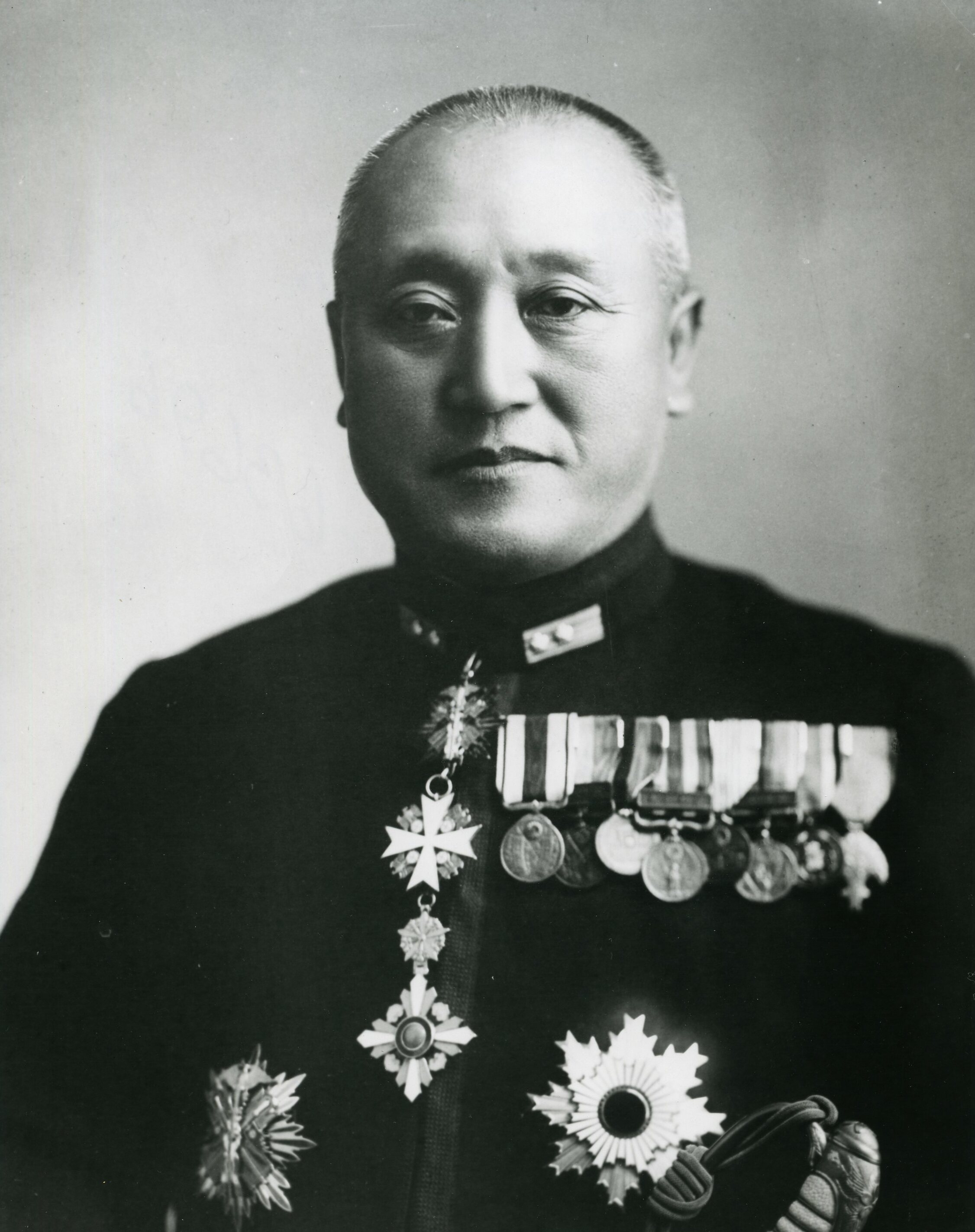
Віце-адмірал Нобутаке Кондо, командувач японського флоту в регіоні.

Задачу з підтримки десантних операцій в Малаї з моря було видано віце-адміралу Нобутаке Кондо, який командував 2-им флотом базованим в порту Санья острова Хайнань. До початку війни флот здебільшого складався з легких кораблів, але через відомості про прибуття «з'єднання Z» його було підсилено декількома лінкорами з 1-го флоту. В результаті для підтримки операцій було створено створено дві групи: з'єднання дальньої підтримки з лінкорів «Конго» і «Харуна», крейсерів «Такао» і «Атаго», а також дев'яти есмінців; з'єднання прикриття з п'яти крейсерів і чотирьох есмінців. Для патрулювання регіону японський флот також мав 10 підводних човнів, які почали діяти ще за тиждень до початку активних дій. Також вночі 6-7 грудня два японські міноносці «Тацумія Мару» та «Наґаса» замінували прохід між островом Тіоман і островами Анамбас, на північ від Сінгапуру. Японія очікувала значно сильніший опір союзників на півострові, який б вимагав зміщення фокусу бомбардувальників з моря на суходіл, в такому випадку довелось б використати проти британського флоту японські кораблі, але цього не відбулось і японський флот, за винятком декількох невдалих торпедних атак з підводних човнів, не контактував із «з'єднанням Z».

### Союзники
З'єднання Z

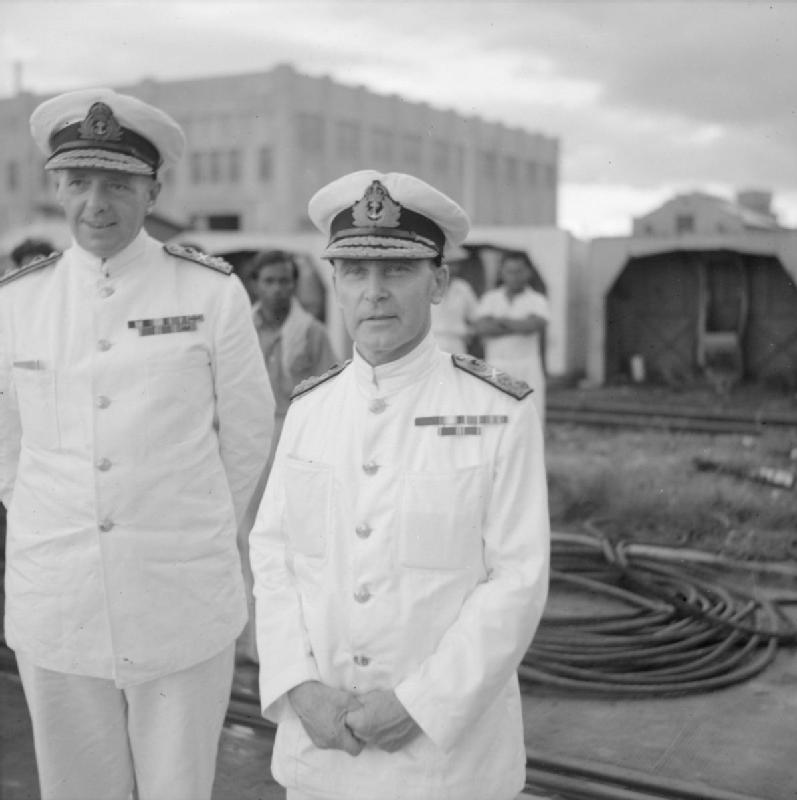
Адмірал Томас Філліпс (справа) і контр-адмірал Артур Палісер. Сінгапур, 2 грудня 1941 року.

2 грудня 1941 року в Сінгапур для захисту англійських володінь на Далекому Сході прибуло «З'єднання Z», яке складалось з лінкора «Принц Уельський», лінійного крейсера «Ріпалс» та 4 есмінців — «Електра», «Експрес», «Вампайр», та «Тенедос», яким командував контр-адмірал Томас Спенсер Філліпс. Британське адміралтейство мало погані уявлення про можливості і плани японського флоту, тому вважало що сама присутність великих кораблів заставить Японію відмовитись від нападу на Британську Малаю (доктрина «Флот у наявності»). Тому прибуття з'єднання в Сінгапур не приховувалось, а навпаки широко афішувалось в пресі та радіо. Так само широко афішувались входи «Принца Уельського» і в усі порти на шляху до Сінгапуру, зокрема до Сьєрра-Леоне, Кейптауна та Цейлону.
Флагман з'єднання, «Принц Уельський» був одним з найновіших британських лінкорів оснащений найновішим озброєнням, зокрема десятьма 356-мм гарматами BL 14in Mk.VII, а також 16 133-мм гарматами QF 5.25in Mk.I, які могли використовуватись і проти повітряних цілей піднімаючись на кут до 70°. Озброєння «Ріпалса» було дещо скромніше, але обидва кораблі були оснащені системами HACS (High Angle Control System), яка могла слідкувати за літаками за допомогою радара і скеровувати гармати ППО для прицільної стрільби. Проте ця система була безпорадною проти літаків на малих висотах.
Окрім «Принца Уельського» і «Ріпалса» до з'єднання мав приєднатись авіаносець «Індомітебл», але він наразився на мілину поблизу Багамських островів і повернуся на ремонт. Також в Сінгапурі перебувала 9-а ескадра крейсерів («Даная», «Драгон», «Дурбан»), але контр-адмірал Філліпс вирішив залишити її в Сінгапурі, разом з есмінцями «Джупітер» і «Енкаунтер».

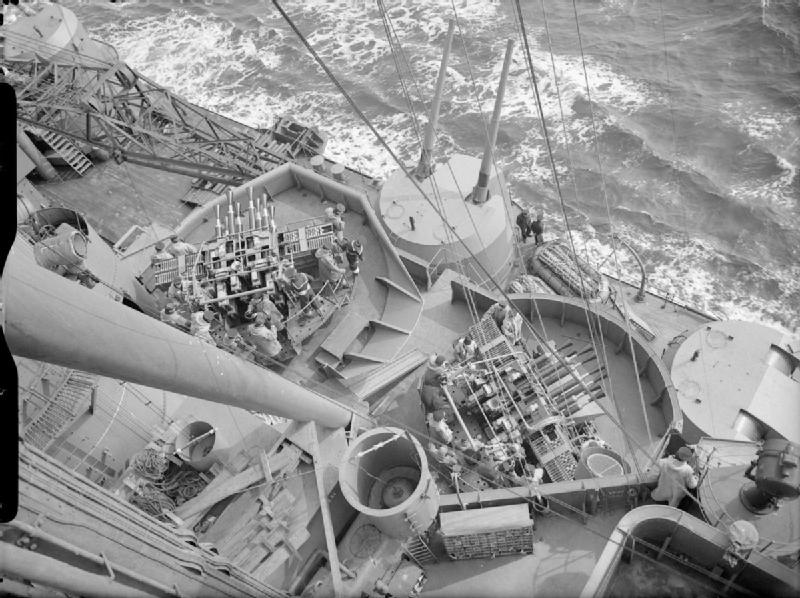
133-мм гармати і дві турелі «Чиказьке піаніно» «Принца Уельського»

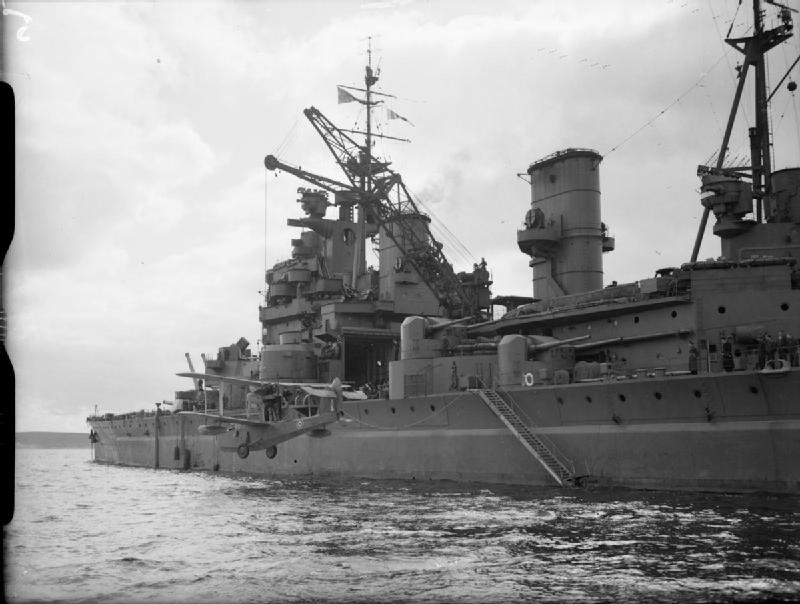
Піднімання на борт «Принца Уельського» літака Supermarine Walrus. Виступ поблизу щогли зліва — система HACS з радаром «Тип 285» зверху. Система приводила в дію дві турелі з 133-мм гарматами в центрі фотографії.

Засоби протиповітряної оборони в «З'єднання Z» 10 грудня 1941 року::
- Лінкор «Принц Уельський»:
  - Озброєння:
    - 16 × 133-мм корабельна гармата QF 5.25 inch Mark I у восьми подвійних турелях
    - 48 × 40-мм корабельні гармати Vickers QF 2 pounder Mark VIII (гармата «Пом-пом») в шести восьми-стволових турелях «Чиказьке піаніно»
    - 1 × 40-мм автоматична гармата Bofors L60
    - 7 × 20-мм зенітна гармата «Ерлікон» в семи окремих турелях
    - мінімум два додаткові турельні кулемети Lewis було встановлено на корабельній надбудові

  - Радари і системи:
    - Радар «Тип 279» на фок-щоглі.
    - 4 × окремі системи HACS Mark IV з спареними радарами «Тип 285» по дві з кожного боку рубки. Керували 133-мм гарматами.
    - 4 × радари «Тип 282» з системою контролю вогню. Керували 40-мм гарматами.
- Лінійний крейсер «Ріпалс»:
  - Озброєння:
    - 6 × 102-мм корабельна гармата QF 4 inch Mk V в окремих турелях
    - 24 × 40-мм корабельні гармати Vickers QF 2 pounder Mark VIII в трьох восьми-стволових турелях
    - 8 × 20-мм зенітна гармата «Ерлікон» у восьми окремих турелях
    - 16 × 12,7-мм кулеметів Vickers .50 в чотирьох турелях
    - також мінімум два малокаліберні кулемети в корабельній надбудові

  - Радари і системи:
    - 1 × HACS Mark II на фок-щоглі.
    - 1 × HACS Mark I позаду.

Наземні сили і авіація
Хоча Філіпс командував морськими силами в регіоні, все інше було під контролем головного маршала повітряних сил Роберта Брука-Попхема. Наземними військами керував генерал-лейтенант Артур Персіваль, але ВПС підпорядковувались Бруку-Попхему напряму. Загалом під його керівництвом перебувало 178 літаків, але більшість з них були застарілими, також відчувалась нестача в досвідченому наземному персоналі і пілотах. Винищувальних ескадрилей було чотири: 243-я ВПС Британії, 21-а і 453-я ВПС Австралії та 488-а ВПС Нової Зеландії. Всі вони мали на озброєнні літаки Brewster Buffalo Mk.I, які не були ідеальним варіантом для дій над морем, оскільки мали дуже невелику операційну дальність. 10 грудня тільки 453-я ескадрилья могла реально прикривати «з'єднання Z».
Окрім винищувачів під контролем Брука-Попхема було чотири ескадрильї (27-а, 34-а, 60-а і 62-а ВПС Британії) легких бомбардувальників Bristol Blenheim, дві ескадрильї австралійських Lockheed Hudson та дві ескадрильї (36-а і 100-а ВПС Британії) торпедоносців Vickers Vildebeest і Fairey Albacore. В Сінгапурі також перебували два крила (британське — 2 літаки та голландське — 3) розвідувальних літаючих човнів Catalina.
Проте налагоджена робота між флотом і авіацією була відсутня: на передодні японського вторгнення все ще не було вирішено питання підпорядкованості австралійських і новозеландських військових, а комунікація між адміралом Філіпсом і Бруком-Попхемом відбувалось через адмірала Артура Палісера. Після перших нальотів японської авіації було втрачено більшість наявних літаків, а ті що залишились здебільшого використовуватись для підтримки наземних сил. Окрім розвідувальних польотів «Каталін» «З'єднання Z» не отримало жодної підтримки від авіації.

## Рейд

### Початок рейду
«З'єднання Z» почало відчалювати із Сінгапура 8 грудня в 19:10, першими вийшли в море есмінці «Вампайр» і «Тенедос», за ними «Ріпалс» і останнім «Принц Уельський». Есмінці «Електра» та «Експрес» ще з самого ранку займались знешкодженням морських мін і мали з'єднатись з основними кораблями в Сінгапурській протоці. В протоці з'єднання прийняло бойовий порядок: першим йшов есмінець «Електра» який мав розміновувати можливі японські міни, за ним на відстані 8 кабельтових йшов «Принц Уельський», а за ним ще на 4 кабельтових — «Ріпалс». Інші три есмінці рухались на відстані 4 кабельтових навколо «Ріпалса». З'єдання рухалось з швидкістю в 17,5 вузлів. Після виходу з протоки з'єднання почало рухатись на північний схід, що б обійти острови Анамбас зі сходу, оскільки Філіпс вже знав, що західна протока замінована.
В 23:00 до Філіпсу надійшла доповідь про можливу авіаційну підтримку — її було мало, для розвідки наступного ранку мала вилетіти тільки одна «Каталіна», а над Сіамською затокою розраховувати на винищувальне прикриття не було сенсу оскільки всі північні аеродроми були або знищені, або захоплені японцями. За попередніми планами американські бомбардувальники мали знищити японські аеродроми біля Сайгону, але самі були знищені нальотом японської авіації на Філіппіни, проте останнього Філіпс не знав, тому вирішив дотримуватись попереднього плану. Також погода наступного дня мала бути з низькими хмарами і захищати флот від повітряної розвідки.
В 6:00 9 грудня з'єднання все ще рухалось на північний схід і було за 25 миль до островів Анамбас. Прогноз погоди був правильний і флот продовжував рух до цілі прикритий з повітря, проте передбачаючи активність японських підводних човнів, Філіпс наказав почати рухатись зиг-загом для уникнення можливої торпедної атаки. В 6:21 «Вампайр» повідомив про нерозпізнаний літак на південному-сході, але Філіпс правильно припустив, що він їх не помітив — японські пілоти не доповідали про флот того ранку. В 7:13 флот був вже на схід від островів і змінив курс на північно-західний. В 11:47 Філіпс наказав змінити курс на північніший, дещо дальше від районів висадки, побоюючись що саме там буде найбільша активність японських розвідників та субмарин. Після обіду над з'єднанням пролетіла «Каталіна», з якої було передано останні дані щодо місць висадок японців, які щоправда були передбачувані і з'єднання і так рухалось на перехоплення.
Філіпс був правий на рахунок субмарин, 30-я флотилія яких патрулювала прохід до сіамської затоки західніше, відразу за мінним полем, але тим не менше спостерігач з підводного човна I-65 під командуванням лейтенанта Хакури Харади, яка в цей час була найсхідніше в флотилії, в 13:45 помітив обриси двох великих кораблів. В 14:15 з підводного човна було надіслано повідомлення про «два лінкори типу „Ріпалс“», їх позицію, швидкість і напрям руху. Есмінці ймовірно не були помічені. До командувача японського флоту віце-адміралу Озави, щоправда це повідомлення дійшло аж через дві години, оскільки підводний човен мусив передавати інформацію спочатку легкому крейсеру «Юра», який передавав його легкому крейсеру «Кіну» 81-о зв'язкового загону біля Сайгону і аж після розшифровки повідомлення надходило на флагман — важкий крейсер «Тьокай». За цей час «з'єднання Z» пройшло 40 миль до своєї цілі. I-65 почав переслідувати з'єднання на відстані, незважаючи на туман і дощ. Проте приблизно в 17:00 з I-65 помітили літак і відповідно почали занурення для уникнення розпізнавання. Насправді це був японський розвідник Kawanishi E7K запущений з борту «Кіну». В результаті I-65 загубив британські кораблі і задача з пошуку в основному перейшла на авіацію.

### Початок японських пошуків
Повідомлення про британські великі кораблі в морі стали несподіванкою для віце-адмірала Озави, оскільки зранку він отримав повідомлення від розвідників що «Принц Уельський» все ще перебував у доках Сінгапуру. За його наказом було відправлено літак аерофоторозвідки до Сінгапуру для перевірки наявності там лінкорів, а також надіслав команду десантним суднам перестати рухатись на схід до Сайгону, а плисти на північ в глиб Сіамської затоки подалі від британських кораблів. Паралельно він почав збирати морські сили для можливого перехоплення з'єднання: від його контролем в Сіамській затоці був 7-й крейсерський дивізіон (важкий крейсер «Чокай» і легкі крейсери «Моґамі», «Мікума», «Судзуя» і «Кумано»), а в бухті Кам Рань біля Сайгону була група віце-адмірала Нобутаке Кондо з двома лінкорами, які теж були попереджені про можливість битви. Після повернення розвідника і підтвердження відсутності британських лінкорів у Сінгапурі, Озава наказав вислати розвідувальні гідроплани своєї дивізії на пошуки з'єднання.
Зі свого боку командувач 22-ї повітряної флотилії Садаїті Мацунага також змінював плани. До цього він планував здійснити масовий наліт на Сінгапур для знищення порту і кораблів наступного ранку, для чого бомбардувальники були оснащені бомбами. Проте з появою інформації про британські кораблі в затоці, Мацунага наказав швидко переоснастити літаки торпедами, а також надіслати декілька літаків на пошуки. Перші розвідники піднялись майже відразу, в 16:50, в цей час наземні служби заміняли боєприпаси. Хоча сонце мало зайти в 18:09 того дня, а до місця можливого перебування флоту час польоту складав дві години, Мацунага надіявся, що місяць, який мав зійти доволі високо до 22:38 дозволить літакам помітити і атакувати ціль. На щастя для нього, до вечора ранкові хмари здебільшого розійшлись.

### Перші контакти
Тим часом адмірал Філіпс все ще не знав про плани японців і сподівався на проведення морського бою між кораблями, в такому випадку британці мали б всі шанси перемогти через «більший» калібр своїх гармат. Також через нестачу палива есмінець «Тенедос» мав відділитись від з'єднання і чекати на завершення операції на північ від островів Анамбас. Вночі інші есмінці мали покинути з'єднання і йти до «Тенедоса», а ранкову атаку на японські конвої «Принц Уельський» і «Ріпалс» мали здійснювати на самоті. Проте в 17:45 радар «Принца Уельського» помітив три літаки, які наближались з півночі, ще через деякий час літаки були вже поблизу з'єднання за межами дальності гармат ППО, але достаньо близько щоб ідентифікувати їх як японські. Це були три гідроплани E13A з крейсерів «Кіну», «Кумано» та «Сузуя», і плани адмірала Філіпса залишитись непоміченим до темряви провалились.
В 17:55 гідроплан з «Кіну» надіслав повідомлення про місце і швидкість «з'єднання Z» до флоту Озави і поспішна розвідувальна місія японців виявилась вкрай успішною. Проте саме в цьому вильоті японські сили зазнали перших втрат — через настання ночі не всі гідроплани повернулись на свої кораблі. E13A крейсера «Кумано» був загублений в морі, гідроплан з крейсера «Юра» розбився на суходолі, а E13A з «Сузуї» теж розбився в морі, але всі три члени екіпажу були врятовані есмінцем «Хамаказе».
Хоча новини про місце перебування з'єднання були потрібні адміралу Озаві, їх дані заставили сильно переглянути плани. Поперше британці перебували тільки за 30 миль від його кораблів, значно західніше ніж передбачалось, тому був реальний шанс нічного зіткнення. Це не входило в плани Озави, оскільки «З'єднання Z» значно переважало в озброєнні його чотири важкі крейсери. Також він знав що на з'єднання планується наліт авіації, але при такій близькості і настанням ночі пілоти і бомбардири могли запросто сплутати японський флот з британським.
Останнє насправді чуть не відбулось, коли один з бомбардувальників, які мали скидати вогні на цілі сплутав кораблі і сигнальний вогонь опинився біля флагмана Озави, важкого крейсера «Чокай». На щастя для японців повідомлення з крейсера надійшло до Сайгону, а звідти до командирів ланок вчасно і атака не відбулася. Цей випадок, а також мала кількість торпед (загалом 78 — не достатня кількість для двох повноцінних атак) заставили Мацунагу перервати всю повітряну операцію і відкликати бомбардувальники не чекаючи допоки зійде місяць. Японський і британський флоти дійсно були дуже близько — скинутий на Чокай сигнальний вогонь було помічено з борту «Електри» в 18:56. Проте зіткнення не відбулось: Озава з метою уникнення почав рух на північ, а Філіпс змінив запланований курс і почав рухатись на південний захід.

### Нічні маневри
Адмірал Філіпс зрозумів, що місію продовжувати не можна: основна ціль операції — японські транспортні кораблі відступлять в глиб Сіамської затоки (що вони вже і так робили) і пошук їх підставить з'єднання під можливі атаки підводних човнів і авіації. В 20:05 він віддав наказ зменшити швидкість, а в 20:20 курс змінився на південно західний. В 20:50 Філіпс повідомив усі кораблі з'єднання про відміну операції і повернення до Сінгапуру. Проте Філіпс продовжував зберігати радіомовчання і інформація про те, що з'єднання було помічене японцями не дійшла до наземного командування. Адмірал Палісер, з іншого боку постійно передавав нову інформацію до з'єднання, зокрема в 21:45 він передав останню інформацію про десантні операції в Кота Бару і Сінгорі, і про провал запланованих бомбардувань японських аеродромів в Індокитаї, який мали здійснити американці. Також було передано про можливу присутність двох японських авіаносців, але насправді це були гідроавіаносці Тітосе та Тійода, які прикривали десант на Філіппінах.
В 23:52 Палісер передав ще одне повідомлення про початок японського десанту біля Куантану. Успіх такого десанту міг б розділити британські війська на півночі півострова, що було б катастрофою для Сінгапуру. В цей час «з'єднання Z» перебувало за 180 миль на південний схід від Куатану, і з швидкістю 25 вузлів дісталось до Куатана до восьмої ранку. Філіпс вирішив використати цей шанс, і хоча «з'єднання Z» було помічене, була надія, що японці вважатимуть що з'єднання відступає до Сінгапуру, або знаходиться значно північніше, і з збереженням радіомовчання атака буде дійсно несподіваною.
Філіпс не знав що японські підводні човни насправді активно шукають з'єднання на південь від попереднього контакту, і 23:52 підводний човен I-58 помітив силуети кораблів і надіслав повідомлення. Останнє насправді не дійшло, а командир I-58 Сохічі Кітамура наказав занурюватись, що б заховатись від кораблів та здійснити торпедну атаку. Проте після занурення один з торпедних апаратів заклинило, а коли проблема була вирішена британські кораблі вже вийшли з прицільної дальності. Кітамура все ж наказав здійснити торпедну атаку здалека, але всі п'ять торпед випущених по «Ріпалсу» пройшли мимо. При цьому ніхто з команди останнього навіть не помітив цю атаку. Після атаки I-58 знову піднялась на поверхню і почала слідкувати за з'єднанням. Цього разу повідомлення про напрям і швидкість були передані до штабу — з'єднання йшло на південь з швидкістю 22 вузли. Дещо пізніше з I-58 передали інформацію про зміну курсу на південно-західний, а в 3:05 10 грудня підводний човен втратив ціль. Десь в цей час Озава і Мацунага отримали перше розшифровку першого повідомлення, тому були впевнені що з'єднання прямує до Сінгапуру строго на південь, а не до Куантана.
10 грудня світанок настав о 5:03, і всі на борту британських кораблів були в бойовій готовності. В 5:15 на північ від з'єднання було помічено буксир з трьома баржами, але Філліпс вирішив не відволікатись на цю ціль. В 6:30 вони також помітили літак і припустили що він японський, але жоден японський розвідник не передавав інформацію про контакт, тому приналежність останнього невідома. В цей час з'єднання було за 30 миль від берега і Філліпс наказав запустити один гідроплан «Волрес» для розвідки. Запуск відбувся в 7:18, а за двадцять хвилин пілот лейтенант Клемент Бейтмен по радіо передав, що жодних слідів японського десанту не виявлено. Це було шоком для Філіпса, тому він наказав «Експресу» відійти від групи і теж перевірити інформацію. В 9:00 есмінець повернувся з підтвердженням про відсутність десанту біля Куантана. Весь цей час з'єднання перебувало за 30 миль від узбережжя.
Досі не відомо звідки взялась помилкова інформація про десант, ймовірно, що це була запланована або випадкова диверсія японців. Пізніше на березі на південь від Куантана буде знайдено обстріляний малий японський човен, який мабуть і змусив недосвідчену індійську бригаду підняти тривогу. В будь-якому випадку «з'єднання Z» не знайшло японські десантні кораблі і зробило зайвий гак по дорозі до Сінгапуру. Капітан Тенант з «Ріпалсу» запропонував підняти ще один «Волрес» для протичовнового патрулювання, а самому з'єднанню повертатись на схід, по дорозі дослідивши пропущений буксир. В цей ж час японські бомбардувальники вже були в польоті.

## Бій

### Атака на «Тенедос»
Інформація з підводного човна I-58 надійшла адміралу Мацуназі в Сайгоні в 2:11 ночі, і оцінивши позиції японського флоту він зрозумів що завдати удару по британських кораблях може тільки 22-а авіаційна флотилія. Японські флоти були надто на півночі і могли не встигнути перехопити, а підводні човни були занадто розкидані для будь-якої змістовної атаки. Тому Матцунага відразу віддав наказ готувати всі свої бомбардувальники до вильоту. Загалом він мав 99 бомбардувальників, з яких 94 були готові до вильоту, деякі з яких ще навіть гарячі від вечірнього вильоту. Спочатку Мацунага наказав готувати 17 літаків як розвідників, ще 17 оснастити бомбами, а решту 60 — торпедами. Але в 4:00 він раптово змінив наказ — тепер розвідників мало бути 9, 34 — оснащуватись бомбами, а 51 — торпедами. Розвідники мали піднятись в 5:00, а в 6:30 мали піднятись і бойові літаки.
Змінити кількість торпед Мацунага вирішив для застосування наступної стратегії: спочатку кораблі мали бути атаковані звичайними бомбами, проте не очікувалось що вони потоплять «Принца Уельського» чи «Ріпалс», оскільки в арсеналі флотилії не було бронебійних бомб, бомби мали знищити чи пошкодити корабельні надбудови і зенітні гармати. Після цього атака торпедоносців мала бути значно безпечнішою. Бомбардувальники мали наближатись до цілі в складі ескадрильї, а атака мала проводитись ланками по 2-3 літаки. Торпедоносці теж мали підходити до цілі ескадрилью і атакувати ланками. При цьому різні ескадрильї мали заходити на ціль з різних сторін що б зменшити можливість ухилення.
Дев'ять розвідувальних літаків G3M, по три з кожного авіазагону, мали повні паливні баки завдяки чому їхня дальність становила неймовірні 2200 км. Пошукова схема була стандартна — літаки мали розлетітись віялом з Сайгону в район островів Анамбас, а після досягнення краю пошукового району повернути на захід, і не долетівши до шляху сусіднього літака повернути на північ. На всякий випадок кожен літак також мав дві 50 кг бомби, але ніхто не сподівався на хоч якийсь ефект від них. Всі розвідники були підготовлені вчасно і вилетіли як і було заплановано. Через годину, в 6:00, в повітря також піднялись розвідники C5M2.[джерело?]
З бомбардувальників перші піднялись в повітря літаки авіазагону Ґензан: з 6:25 ранку вони почали злітати з аеродрому Тан Сон Нат, в 6:44 з аеродрому Дау Мот почали підніматись G4M авіазагону Каноя, а відразу за ними дві ескадрильї авіазагону Міхоро. Остання ескадрилья через заміну торпед на бомби почала підніматись тільки в 8:00. Після зльоту бомбардувальники мали піднятись на висоту 3000 метрів, і зменшити швидкість до 275 км/год, яка була найефективнішою для збереження палива. Оскільки до отримання інформації від розвідників точного місця удару бомбардувальники не знали, то кожен літр палива був важливим. В разі потреби літаки також могли сідати на захоплений аеродром біля Кота Бару. Біля дев'ятої ранку один ж літаків 2-ї ескадрильї авіазагону Ґензан був змушений повернутись на базу через проблеми з двигуном.
В цей ж час розвідники вже пролетіли острови Анамбас і повертали назад без явних результатів. В 9:43 один з літаків побачив корабель, який ідентифікували як британський есмінець, яким виявився «Тенадос». Використовуючи можливість розвідник зайшов на атаку і скинув свої дві бомби, жодна з яких не попала. Повідомлення про корабель було перехоплено літаками авіазагону Ґензан, які були за 60 миль на північний схід, який відразу повернув на перехоплення. В 10:15 він вже був біля цілі, і командир 2-ї ескадрильї лейтенант Такаї наказав шукати інші кораблі. Не зважаючи що великих кораблів помічено не було, 3-я ескадрилья під командуванням лейтенанта Нікайдо почала атакувати есмінець. Це було дуже дивно, оскільки на борту літака ескадрильї також був командир цілого авіазагону капітан Маеда, і він не відкликав атаку. Проте жодна з дев'яти 500 кг бомб не попала, зокрема через велику маневреність «Тенедоса», тільки один матрос був поранений в ногу осколком бомби. Очевидно, що «Тенадос» надіслав повідомлення про атаку, яке було прийнято адміралом Філліпсом на борту «Принца Уельського».

### Перша атака на з'єднання

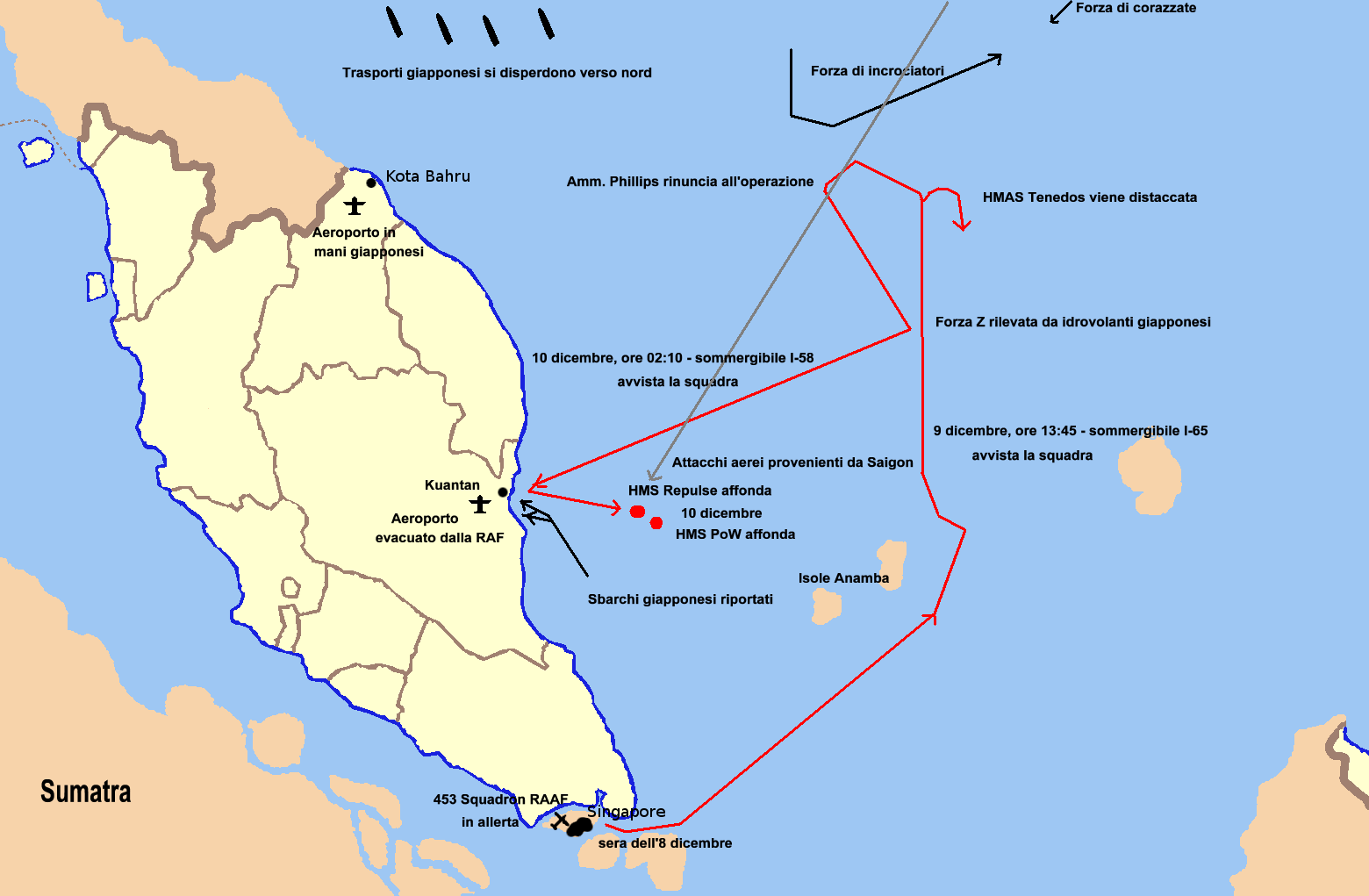
Схема бою

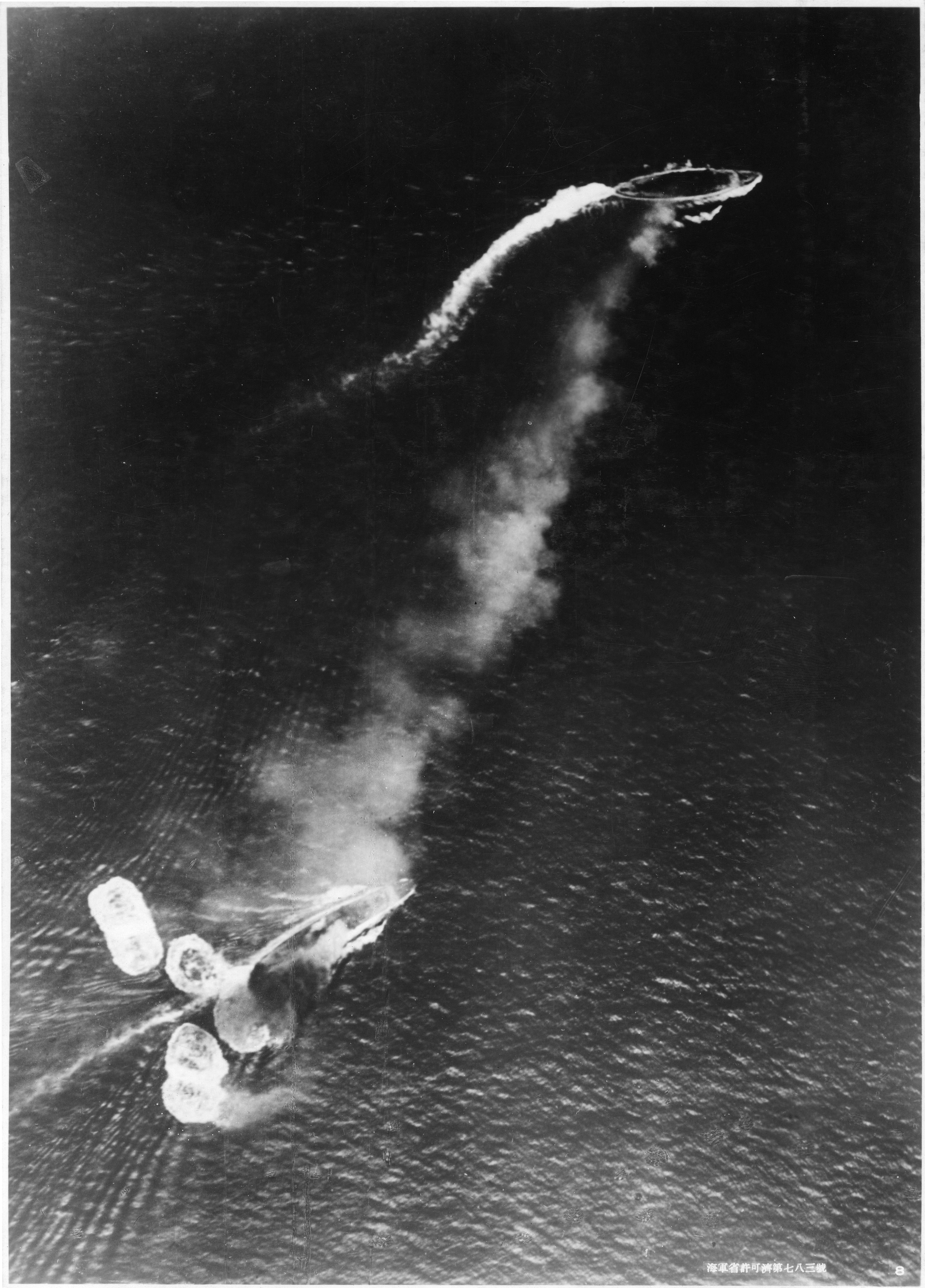
Перша бомбова атака на «Ріпалс» (знизу) і «Принц Уельський» (зверху). Біля «Ріпалса» помітно сліди від бомб і чорний дим від одного влучення.

Від дев'ятої ранку Філліпс рухався майже строго на схід (80 градусів), а в 10:05 змінив курс на південний схід. Це не було пов'язано з повідомленням від «Тенадоса», а через появу корабля в тому напряму, але це виявився британський суховантаж SS Haldis який рухався з Гонконгу до Сінгапуру. Не зважаючи на ще одну невдачу, Філліпс все ще шукав якісь японські сили і вирішив продовжити рухатись до островів Анамбас, а не повернути на північ і пройти японські мінні поля. В цей час японські пілоти продовжували пошуки вздовж 105 меридіана, але їм заважала щільна хмарність. Зрештою, о 10:15 один з розвідників помітив ескадру за 70 миль на південний схід від Куантана. Командир розвідника послав перше з багатьох повідомлень про розташування ескадри: 4 градуси північної широти і 103 градуси 55 хвилин східної довготи і курс на північний схід. Через декілька хвилин він надіслав підтвердження про склад флоту і зміну курсу. Через проблеми комунікації не всі ескадрильї бомбардувальників отримали пряме повідомлення, але воно дійшло до Сайгона і звідти вже були розіслані літакам.
На борту «Принца Уельского» розвідник був помічений також, але він тримався на відстані і тому не міг бути збитий. Навіть після цього Філліпс не порушував радіо мовчання і не викликав авіаційне прикриття: «з'єднання Z» готувалось до бою тільки своїми силами. В 10:40 радар «Тип 279» «Принца Уельського» зафіксував 1-у ескадрилью авіазагону Міхоро. В 11:00 G3M були помічені візуально — вони наближались на висоті 3000 метрів однією лінією і їх почали відслідковувати 102 мм і 133 мм гармати кораблів. Дещо пізніше була віддана команда почати вогонь, але разом з цим Філліпс наказав повернути праворуч на 30 градусів, що дещо збило приціл перших залпів гармат. Проте система HACS швидко перенастроїла гармати і другий залп вже мав бути точніший, але Філліпс знову наказав повернути ліворуч на 50 градусів. Цей маневр по суті заблокував вогонь з усіх правих гармат. В цей час японські літаки вже були на відстані 7,5 км до цілі, і тільки після цього Філліпс дав наказ про індивідуальне маневрування — капітан кожного корабля мав приймати свої рішення.
Тенант очікував, що першою ціллю буде «Принц Уельський», але командир ескадрильї лейтенант Шірай правильно припустив що «Ріпалс» буде менш захищений і продовжував рухатись на нього. Через цю несподіванку «Ріпалс» вже не встигав почати правильні маневри і просто надіявся на удачу. Сім бомб промахнулись і вибухнули недалеко від корабля, але одна попала в ангар, пробила його і наступну кают-компанію морських піхотинців і вибухнула над броньованим відсіком нижче. В цьому плані Тенанту пощастило що 1-а ескадрилья була оснащена 250 кг а не 500 кг бомбами, остання могла пробити і цю броню. Пошкодження були невеликі — в ангарі почалась пожежа, а вибух пошкодив парові труби в машинному відділенні і екіпаж кімнати отримав серйозні опіки. Тим не менше атака була завершена і британці готувались до наступного нальоту.
Японці теж не пішли безкарно — п'ять з восьми бомбардувальників були пошкоджені, два з яких були змушені покинути поле бою і прямувати до Кота Бару, оскільки до Сайгона могли б не дотягнути. Кожен з бомбардувальників скинув тільки одну бомбу, тому в Шірая ще було шість бомб для використання, але наразі він просто хотів вивести ескадрилью з-під вогню.

### Торпедна атака
На нову атаку довго чекати не довелось, вже за 10 хвилин після зникнення бомбардувальників з поля зору радар засік дві групи літаків на південному сході. Це були дві ескадрильї торпедоносців з авізагону Ґензан — 17 G3M. Хоча планувалась спільна атака торпедоносців і бомбардувальників, але останні скинули бомби на «Тенадос» і повернулись у Сайгон. За японським задумом, 1-а ескадрилья мала атакувати більший корабель («Принц Уельський»), а 2-а — «Ріпалс», тому ескадрильї розділились для окремих ударів. Адмірал Філліпс бачив наближення літаків і наказав збільшити швидкість до 25 вузлів, але помилково вважав що його атакують звичайні бомбардувальники. Тим не менше всі маневри літаків були помітні, і навіть коли одна ескадрилья заховалась за низькими хмарами їх продовжував відслідковувати радар.
В 11:41 дев'ять торпедоносців 1-ї ескадрильї вже були за 12 кілометрів справа по борту від британського лінкора на висоті 1000 метрів і рухались паралельно з ним. В цей момент, командир ескадрильї лейтенант Ішіхара наказав атакувати і ескадрилья розділилась на три ланки для атаки. Літаки спустились на висоту 35 метрів і рухались з швидкістю 275 км/год. Британські моряки ще не були знайомі з японськими торпедами і не догадувались що вони можуть запускатись з такою швидкістю, тому думали що це буде бомбова атака. Хоча офіцер відповідальний за торпеди попереджав Філліпса що це захід для торпедної атаки, він зрозумів це тільки коли літаки вже були близько.
З відстані 2750 метрів 133 мм гармати переключились на загороджувальний вогонь — снаряди мали розриватись значно попереду літаків для збиття їх з курсу. Десь в цей ж момент включились 40 мм гармати «Бофорс» і «Пом-поми». Проте весь цей вогонь мав мало впливу на японських пілотів, які не змінювали курсу і вже були на відстані торпедної атаки. Великі калібри керувались системою HACS, яка не була пристосована для знищення літаків на малих висотах, а «пом-поми» постійно клинило, також влучність погіршився через різкий поворот ліворуч для уникнення торпед. Проте ППО не були зовсім неефективні — один бомбардувальник під керівництвом сержанта Кавади був збитий і впав в море, ще три літаки були пошкоджені. Але всі літаки змогли випустити торпеди на відстанях від 1500 до 600 метрів. Одна торпеда зламалась при ударі об воду, але всі інші прямували на ціль, і не зважаючи на поворот ліворуч дві з них попали в ціль.
Після випуску торпед японські пілоти продовжували летіти на лінкор, оскільки повертати було б значно небезпечніше. Під час перельоту бортові стрільці G3M також обстріляли корабельні надбудови. А через декілька секунд, в 11:44, перша торпеда влучила в корабель з лівої сторони прямо перед гвинтом. Майже одночасно з нею підірвалась друга торпеда, але вона не нанесла значни пошкоджень. Ймовірно вона вибухнула не встигнувши досягти літака через ударну хвилю від вибуху першої торпеди і її вражаюча дія була успішно заблокована протиторпедним виступом лінкора. Але пошкоджень від першої торпеди були дуже серйозними — вал лівого гребного гвинта було затиснуто уламками корпусу, в результаті чого цілим кораблем почали поширюватись вібрації гвинта доки він не зупинився. Через втрату одного гвинта Принц Уельський почав сповільнюватись до 16 вузлів, а також набирати воду, і хилитись на лівий бік.
2-а ескадрилья заходила на «Ріпалс» довше, і його екіпаж уважно стежив за атакою на «Принца Уельського». Одна з торпед випущена по останньому навіть лягла на курс «Ріпалса», для чого капітан Тенант був змушений ухилятись, але він розумів що головний удар ще попереду. Причиною затримки 2-ї ескадрильї було те, що її командир — лейтенант Такаї, хотів пересвідчитись в правильності цілі, оскільки «Ріпалс» за обрисами нагадував лінійний крейсер «Конґо». За цей час Тенант повернув корабель праворуч і прямував на перехоплення «Принца Уельського» для оцінки пошкоджень, оскільки на ньому були підняті прапори про втрату контролю.
Сім торпедоносців Такії наближались до «Ріпалсу» з півночі, а разом з ними на другий захід поверталось шість бомбардувальників 1-ї ескадрильї з авіазагону Міхоро. Тому Ріпалс готувався відбивати одночасно і бомбову і торпедну атаку. В 11:56 бомбардувальники скинули бомби з висоти 3500 метрів, але Ріпалс зміг ухилитись від всіх бомб. В цей час торпедоносці спустились на атакуючу висоту і в 11:58 почали випускати торпеди. Хоча ППО «Ріпалсу» було значно гірше, зміна курсу значно зменшила можливий курс атаки, і жодна торпеда не попала, тільки при прольоті бортові стрільці обстріляли корабель.
Протягом цієї атаки на горизонті з'явилась ще одна група японських торпедоносців — 4-а ескадрилья авіазагону Міхоро. Вони теж почали заходити на Ріпалс з півночі, і в 12:02 запустили свої торпеди. Проте через недосвідченість екіпажів торпеди було випущено за 2000 метрів від корабля, що давало йому майже півтори хвилини на виконання маневрів, які були проведені ідеально. Загалом за останню годину лінійний крейсер зміг ухилитись від 15 торпед і 14 бомб. Також під час бою капітан Тенант намагався зрозуміти чому відсутні британські винищувачі, а коли дізнався що команди порушувати радіо мовчання від Філліпса не було, від свого імені наказав послати повідомлення про бомбардувальників. Останнє було прийняте в Сінгапурі в 12:04, і через 20 хвилин 11 Brewster Buffalos 453-ї ескадрильї піднялись в повітря.

Схема попадання першої торпеди в лівий борт «Принца Уельського»"

Після першої атаки британці почали оцінювати ситуацію: «Ріпалс» був все ще в бойовому стані, але «Принц Уельський» був сильно пошкоджений. Через пошкодження передаточного валу один з двигунів довелося вимкнути, а в самому моторному відділені почалось затоплення. Спроби команди залатати діру були марними і моторне відділення B довелось покинути. Вибух торпеди спричинив майже чотириметрову пробоїну в нижній частині борту, і вода почала проникати в різні відділи по лівому боці. Пізніше було оцінено, що після першої торпедної атаки «Принц Уельський» набрав 2400 тонн води і почав хилитись на лівий борт аж на 11.5 градусів.
Але основною проблемою стали пошкодження двигунів і електрогенераторів: «Принц Уельський» мав чотири двигуни, кожен з окремим передаточним валом і бойлерною, а також надавав парову тягу в свою AMR (Action Machinery Room) — де динамомашини генерували електрику. Окрім цих парових генераторів, ще було два дизельні. Внаслідок затоплення відразу було відірвано один дизельний генератор по лівому борту і AMR Y. Разом з відключенням одного двигуна лінкор втратив половину своєї генерації електрики і зменшив швидкість до 16 вузлів.
При цьому затоплення не припинялось, через деякий час вода дісталась до бойлерної двигуна Y і на ньому довелось зменшити потужність. Більше того дизельний генератор по правому борту теж відключився через перебої в подачі води в радіаторах, а AMR X не витримав збільшеної нагрузки. Втрата електрики також спричинила відключення зв'язку по кораблю що значно ускладнило взаємодію між командами, а також багато помп були відключені. Причиною такого швидкого затоплення стала тропічна жара, через що більшість переходів і дверей в машинних відділах були відкриті, інакше в них було надто гаряче.
Втрата електрики також означала що «Принц Уельський» втратив більшість свого озброєння: 133 мм гармати приводились в дію саме електрикою, тому для захисту з повітря залишались тільки менші калібри, радар також було відключено. Більше того, через нахил, гармати з лівого боку не могли використовуватись для вогню по літаках на висоті, і навпаки — гармати з правого борту не могли опуститись для вогню по торпедоносцях. Також почались проблеми з керуванням — Принц Уельський мав електричну систему керування. А через втрату двох двигунів з одного боку Принц Уельський почав відхилятись ліворуч, і по суті став некерованим.
Для вирівнювання корабля капітан Ліч наказав затопити протиторпедний виступ по правому борту, і хоча це трохи допомогло з керованістю, лінкор сильно просів в воду, а сам виступ втратив свій функціонал — тепер він не розсіював вибух, а передавав його водою до борту. До 12:10 нахил борту було зменшено до 9 градусів, але втрати електики продовжувались. Проте в цей момент «Принц Уельський», ще не був приречений, оскільки команда все ж змогла зупинити затоплення і почала відновлення систем.  В цей час есінці «Електра» і «Вампайр» йшли за основними кораблями і шукали можливих матросів викинутих в море вибухом і затопленням, а «Експрес» йшов попереду з активним сонаром і намагався перехопити можливі підводні човни.

### Друга атака на з'єднання

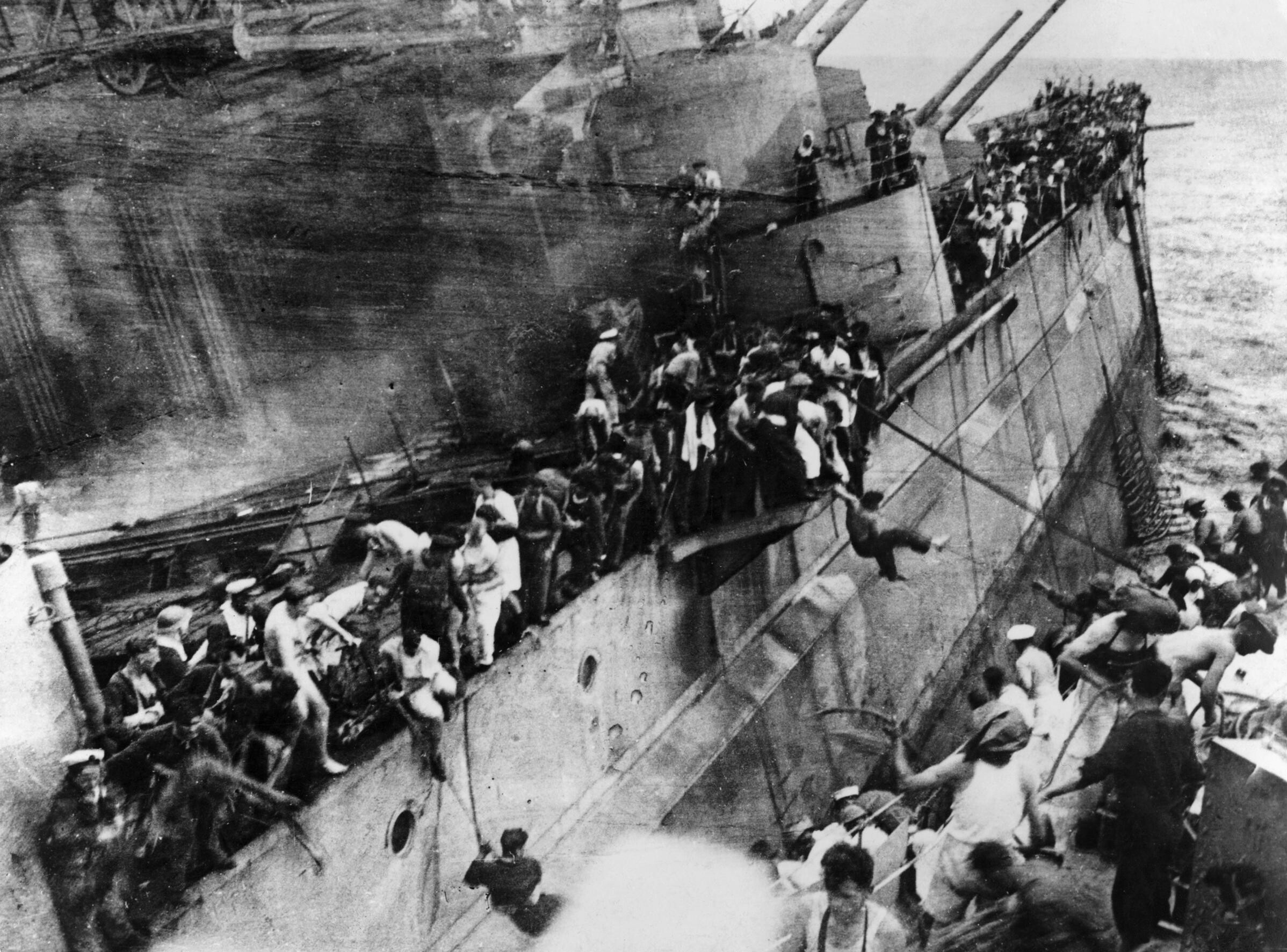
Евакуація екіпажу з борту «Принца Уельського» на есмінець «Експрес»

Відносний спокій був недовгим, вже в 12:10 радар «Ріпалса» засік нову групу літаків — це були три ескадрильї G4M авіазагону Каноя. Авіазагін вже повертався до Сайгону, коли повідомлення про позицію з'єднання було відправлене, і командир авіазагону наказав повертати. Тому коли був встановлений візуальний контакт лейтенант Міянучі наказав негайну атаку, що б мати час дотягти додому. Авіазагін розділився на дві групи: 1-а і 2-а ескадрильї мали атакувати лінкор, а 3-я ескадрилья — лінійний крейсер.
«Принц Уельський» в цей час рухався на південний схід і початково японські літаки заходили з лівого (затопленого боку), але помітивши стан корабля, японці зробили круг і почали заходити на корабель з правого боку. З цієї сторони британські гармати взагалі не могли вести вогонь по торпедоносцях на малій висоті, тому атака була здійснена з неймовірно малої відстані — 500 метрів. Не зважаючи на те, що це була майже пряма наводка для торпедної атаки, тільки три торпеди з шести запущених влучили в корабель. Перша торпеда зробила наскрізний отвір в носі корабля. Друга влучила в середину під передніми основними гарматами, і в результаті вибуху в кораблі утворилась шестиметрова пробоїна з якої почало витікати паливо. Третя торпеда розірвалась біля корми корабля, і як і перше влучання, вивела з ладу передаточний вал двигунів, а також спричинила затоплення моторного відділення A. Після цього в «Принца Уельського» залишився тільки один робочий двигун, але це не допомагало, лінкор почав набирати воду і підтоплення вже не могли контролюватись. І тільки тоді адмірал Філліпс вирішив порушити радіо мовчання, і надіслав повідомлення в Сінгапур про торпедну атаку і попросив вислати есмінці.
«Ріпалсу» продовжувало щастити — торпедна атака восьми літаків з перших двох ескадрилей в 12:20 була проведена з відстані в 1500 м і крейсер зміг знову ухилитись. Це була не єдина атака в цей час: в 12:21 на «Ріпалс» почали заходити ще три літаки, і капітан Тенант, який вже проводив ухильний маневр не міг ухилитись від цієї. Одна торпеда попала в центр правого боку крейсера, але через протиторпедний виступ вибух торпеди було розсіяно, і окрім невеликих протікань в деяких відсіках пошкодження були мінімальні. Ще одна торпеда теж попала в корабель, але не підірвалась, остання торпеда пройшла мимо. Через підтоплення Ріпалс почав хилитись на право, але екіпаж успішно відкачував воду і нахил не був помітний.
Наступна атака була продуманішою: командир третьої ескадрильї лейтенант Ікі наказав своїм літакам розділитись і атакувати «Ріпалс» з двох сторін: шість літаків заходили з правого борту, інші три, з літаком лейтенанта Ікі, — з лівого. Першими наближались літаки зліва, і випустили торпеди з після випуску торпед з відстані 500 метрів, почали перелітати «Ріпалс», проте така близька атака була покарана: один літак було знищено прямим попадання 40 мм снаряду, а ще один підбито з «пом-помів». Вцілілий залишився тільки літак командира, але атака була успішною — всі три торпеди влучили в задню частину «Ріпалса». Перша торпеда розірвалась під задньою гарматою, друга — біля корми, а остання пошкодила стерно, від чого «Ріпалс» втратив керування. Літаки які заходили справа випустили торпеди з відстані 1200 метрів, і в 12:25 одна з них попала в центр корабля. Загалом за чотири хвилини в «Ріпалс» попало п'ять торпед, і затоплення вже не можна було стримати. Почались відключення електрики і комунікацій, а також кіль був заклинений.
В 12:30 японські літаки віддалились, а капітан Тенант наказав готувати рятувальні шлюпки і дав наказ викликати команду на верхню палубу. «Ріпалс» тонув і це було зрозуміло. Процес евакуації відбувався без паніки, але трагедія була в тому, що через втрату внутрішнього зв'язку не до всіх матросів на нижніх палубах дійшов наказ покинути корабель, тому дехто почав евакуйовуватись надто пізно. Коли корабель нахилився на 30° Тенант наказав покинути корабель, а через дві хвилини «Ріпалс» перекинувся на бік і почав занурюватись носом. Ще за хвилину корабель зник під водою, екіпаж здебільшого знаходився в воді і чекав на прибуття есмінців «Електра» і «Вемпайр».
Проте це ще не був кінець, до з'єднання прямувала остання ескадрилья бомбардувальників G3M, яка затрималась на базі через переоснащення. Вісім літаків під командуванням лейтенанта Такеди наближалась зі сходу на висоті 2500 метрів. «Принц Уельський» відстрілювався передніми 133 мм гарматами і «пом-помами», але жодного попадання не було. Бомбовий удар був успішніший, на одному бомбардувальнику заклинив бомбовий механізм, але з семи випущених 500 кг бомб одна попала в ангар по лівому борту. Бомба пробила ангар і нижню палубу і розірвалась після контакту з броньованою палубою. Взяті окремо пошкодження були не надто великі, але бомба перебила подачу пари до останнього моторного відділення X і останній повністю робочий двигун був виведений з ладу. Психологічний ефект був ще гірший — команда і так була перевантажена відкачуванням води і латанням корабля, а бомба впала поблизу конференц-зали, де був влаштований пункт медичної допомоги, і покалічила чи вбила і так поранених матросів. Частина команди почала виходити на верхню палубу очікуючи команди покинути корабель. Після цього врятувати корабель вже не міг ніхто, хоча капітан Ліч надіслав ще одне повідомлення в Сінгапур з вимогою прислати буксир. Також було послане повідомлення на «Експрес», що б він підійшов ближче і забрав на борт поранених.

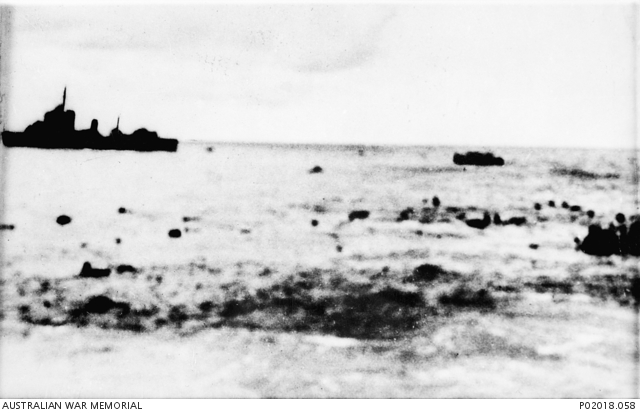
Екіпаж «Ріпалса» чи «Принца Уельського» в воді після бою. Есмінці могли тільки рятувати матросів.

В 13:00 капітан Ліч наказав покинути моторні відділення, після чого аналогічна команда надійшла до операторів озброєння. В цей час між «Принцом Уельським» і «Експресом» було перекинуто містки і троси по яких перебиралась команда. Лінкор продовжував нахилятись на лівий борт і відстань між кораблями збільшувалась, в 13:15 містки між кораблями впали, на щастя на них тоді нікого вже не було. Менше пощастило матросам на одному тросі який порвався і вони впали в море між кораблями. В цей ж час з води почав виступати протиторпедний виступ лінкора, який мало не перекинув «Експрес», але останній зміг вчасно відійти. І тільки тоді капітан Ліч видав загальну команду покинути корабель. «Принц Уельський» повільно перевертався допоки не ліг на лівий борт, при цьому по фюзеляжі все ще ходили дехто з команди. Порівняно з «Ріпалсом» «Принц Уельський» тонув повільно, спочатку занурилась корма, а до 13:23 він зник під водою.
Іронічно, що в 13:20 на горизонті з'явились чотири винищувачі 453-ї ескадрильї, згодом з'явились ще сім, але було вже надто пізно, японські бомбардувальники зникли за хмарами. Винищувачі були викликані капітаном Тенантом з «Ріпалса», адмірал Філіпс до останнього зберігав радіомовчання і заплатив за це. Разом з «Принцом Уельський» загинуло 327 офіцерів і матросів зокрема капітан Ліч та командувач Томас Спенсер Філліпс, але 1285 інших членів екіпажу були врятовані. «Ріпалсу» пощастило менше, разом з ним потонуло 513 матросів з команди в 1309.

## Наслідки
Новини про втрату Принца Уельського і Ріпалса досягли Сінгапуру ще до того як есмінці завершили рятувати матросів. Ще в 13:18 «Електра» надіслала повідомлення: «HSM Prince of Wales потонув». Після цього було послане уточнююче повідомлення про втрату і «Ріпалсу». Завдання передати інформацію до адміралтейства впало на плечі контр-адмірала Палісера, і він надіслав повідомлення в 13:45. Жодних спроб приховати втрату не було, і це тільки б зашкодило, оскільки японці швидко взяли на себе відповідальність за це і в 14:35 розголосили цю інформацію по радіо. В Британії прем'єр міністр Черчилль отримав цю звістку відразу після пробудження, а в 11:32 по Гринвічу (18:32 за Сінгапуром) розповів про це в виступі перед Палатою громад. А в 23:10 вцілілі з з'єднання Z прибули до Сінгапуру.
Крім того, бій біля Куантана ознаменував завершення ери лінкорів — вперше непошкоджені лінійні кораблі були потоплені авіацією у відкритому морі (на відміну, наприклад, від нападу на Перл-Гарбор, де лінкори перебували у тісній бухті і не мали змоги маневрувати), тепер основними бойовими кораблями стали авіаносці. Також після це була перша втрата двох великих кораблів британським флотом від часу Ютландської битви. І хоча «Ріпалс» міг вважатись старим кораблем не підготовленим до боротьби з авіацією, це не могло бути виправданням для «Принца Уельського», який був спущений на воду менше року тому.
Битва показала слабкість засобів протиповітряної оборони на флоті, зокрема система HACS не показала себе ефективною проти висотних бомбардувальників чи торпедоносців. З 16 японських бомбардувальників, які здійснювали горизонтальну атаку на висотах близько 3 кілометрів, не було збито жодного, хоча саме ці цілі мали б збиватись з допомогою HACS. Але вона і не була повністю небоєздатною, оскільки 10 літаків було пошкоджено. Зброя менших калібрів показала себе ефективніше, але «пом-поми» постійно клинило, а Бофорси і Ерлікони не мали жодних систем наведення. Тим не менше з 50 торпедоносців було збито три, а ще 17 було пошкоджено.
Але більшість критики впало на голову адміралу Філіпсу, який явно недооцінював можливості авіації проти кораблів. З знанням майбутнього сама ідея проводити морську операцію в водах в районі повної авіаційної переваги противника було поганою ідеєю, але 8 грудня ще ніхто не знав можливості морської авіації загалом і японської зокрема. Продовження операції після першого контакту з японцями теж виглядало безглуздо, але Філліпс не хотів повертатись без жодного результату, тому мабуть і прийняв таке рішення. Єдине рішення Філліпса, яке не знаходить виправдання, це відмова порушити радіо мовчання навіть після початку атаки.